# Abd al-Halim Hasan
Abd al-Halim Junus Hasan (arab. عبد الحليم يونس حسان) – egipski piłkarz, uczestnik Igrzysk Olimpijskich 1928.
Zawodnik był członkiem reprezentacji Egiptu podczas igrzysk w 1928 roku, z którą zajął wówczas 4. miejsce w turnieju. Piłkarz wystąpił w dwóch z czterech spotkań, jakie rozegrała jego drużyna, półfinale z Argentyną (0:6) i meczu o 3. miejsce z Włochami (3:11).